# La Vergne (Tennessee)
La Vergne és una població dels Estats Units a l'estat de Tennessee. Segons el cens del 2000 tenia 18.687 habitants.

## Demografia
Segons el cens del 2000, La Vergne tenia 18.687 habitants, 6.536 habitatges, i 5.189 famílies. La densitat de població era de 290,9 habitants/km².
Dels 6.536 habitatges en un 46,4% hi vivien nens de menys de 18 anys, en un 61,9% hi vivien parelles casades, en un 12,4% dones solteres, i en un 20,6% no eren unitats familiars. En el 15,3% dels habitatges hi vivien persones soles el 2,9% de les quals corresponia a persones de 65 anys o més que vivien soles. El nombre mitjà de persones vivint en cada habitatge era de 2,86 i el nombre mitjà de persones que vivien en cada família era de 3,17.
Per edats la població es repartia de la següent manera: un 31,4% tenia menys de 18 anys, un 7,6% entre 18 i 24, un 38,9% entre 25 i 44, un 17,7% de 45 a 60 i un 4,5% 65 anys o més.
L'edat mediana era de 31 anys. Per cada 100 dones de 18 o més anys hi havia 94,7 homes.
La renda mediana per habitatge era de 51.478$ i la renda mediana per família de 55.226$. Els homes tenien una renda mediana de 35.743$ mentre que les dones 26.323$. La renda per capita de la població era de 19.580$. Entorn del 4,1% de les famílies i el 4,8% de la població estaven per davall del llindar de pobresa.

## Poblacions més properes
El següent diagrama mostra les poblacions més properes.